# Vostok 2
Vostok 2 var den anden sovjetiske bemandede rumflyvning. German Titov blev det første menneske der tilbragte et helt døgn i rummet.

## Højdepunkter
I modsætning til Gagarin på Vostok 1 overtog Titov kortvarigt kontrollen med rumskibet.
Rumrejsen var stort set en succes. Dog viste Titov de første tegn på rumsyge, et varmeelement svigtede, så der blev koldt i kapslen, og landingssekvensen blev generet af en fejlagtig frakobling af servicemodulet.

## Besætning
- German Titov

Reservepilot
- Andrian Nikolajev

## Kaldenavn
Орёл (Orjol – Ørn)

## Tid og sted
- Affyring: 6. august 1961 kl.05:00 UTC, Bajkonur-kosmodromen LC1, 45° 55' 00" N – 63° 20' 00" Ø
- Landing: 7. august 1961 kl.07:18 UTC, 51° N, 46° Ø
- Varighed: 1 dag, 1 time, 18 minutter
- Antal kredsløb: 17,5

## Nøgletal
- Masse: 4.730 kg
- Perigeum: 172 km
- Apogeum: 221 km
- Banehældning: 64,8°
- Omløbstid 88,3 minutter

## Efterskrift
Kapslen blev desværre ødelagt under udviklingen af Voskhod kapslen.
Titov er fortsat (2004) den hidtil yngste person, der har været på rumrejse.